# SMS Ostfriesland
La SMS Ostfriesland fu la seconda nave della sua classe della Kaiserliche Marine. Denominata in onore della regione della Frisia orientale, fu impostata sugli scali nell'ottobre 1908 presso i cantieri navali Kaiserliche Werft di Wilhelmshaven. Fu varata il 30 settembre 1909 ed entrò in servizio il primo agosto 1911. La nave era dotata di dodici cannoni da 305 mm (12,0 pollici) in sei torrette binate, ed poteva sviluppare una velocità massima di 21 nodi (39 km/h). La Ostfriesland fu assegnata al  I. Geschwader (Iª squadra da battaglia) della Hochseeflotte per la maggior parte del suo servizio compresa la prima guerra mondiale.
Insieme alle altre tre navi della classe, la SMS Helgoland, la Thüringen e la Oldenburg, la Ostfriesland partecipò alla maggior parte delle azioni navali tedesche della prima guerra mondiale nel Mare del Nord contro la Grand Fleet. Tra cui la Battaglia dello Jutland del 31 maggio e del 1º giugno 1916, il più grande scontro navale del conflitto. Partecipò anche alle operazioni tedesche contro la marina imperiale russa nel Mar Baltico, in particolare l'inconcludente prima incursione nel Golfo di Riga nell'agosto 1915.
Dopo il collasso della Germania nel novembre 1918, la maggior parte della Hochseeflotte fu internata a Scapa Flow mentre si discutevano le condizioni di resa degli imperi centrali. Invece quattro navi della classe Helgoland furono lasciate in Germania e non furono affondate durante l'Autoaffondamento della flotta tedesca a Scapa Flow. La Ostfriesland e le sue pari classe furono in seguito cedute agli Alleati come compensazione dei danni bellici; La Ostfriesland fu ceduta alla marina statunitense. Fu affondata durante le prove di bombardamento aereo al largo dei Capi Virginia nel luglio 1921.

## Costruzione

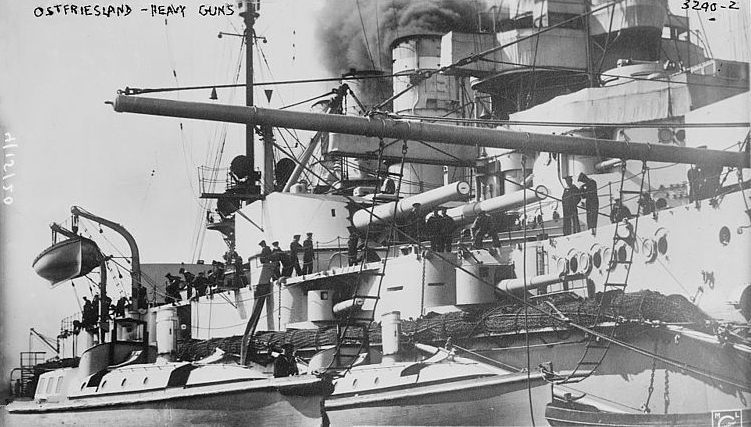
Torretta di destra dell'Ostfriesland

L'Ostfriesland fu ordinata dalla Kaiserliche Marine con la denominazione provvisoria Ersatz Oldenburg, come sostituta della corazzata costiera SMS Oldenburg (1884). Il contratto per la costruzione della nave fu vinto dal cantiere Kaiserliche Werft (Cantieri Imperiali) di Wilhelmshaven che gli assegnò la numerazione di cantiere 31. I lavori sullo scalo del cantiere iniziarono il 19 ottobre 1908 e la nave fu varata il 30 settembre 1909, meno di un anno dopo. Fu battezzata dalle principesse di Innhausen e Knyphausen, in rappresentanza dell'antica nobiltà della Frisia Orientale. L'allestimento, comprendente il completamento delle sovrastrutture e l'installazione dell'armamento, durò fino all'agosto 1911. L'Ostfriesland, denominata così dal nome della parte nord orientale della costa tedesca, entrò in servizio nella Hochseeflotte il 1º agosto 1911, appena tre anni dopo l'inizio dei lavori.
La nave aveva una lunghezza fuori tutto di 167,2 m, era alta 28,5 m, aveva un pescaggio di 8,94 m e dislocava 24.700 t a pieno carico. Era propulsa da tre motori a vapore a quattro cilindri a tripla espansione, alimentati da quindici caldaie, ogni motore muoveva un'elica quadripala. I motori sviluppavano di progetto 22.000 hp teorici e permettevano una velocità massima di 21 nodi. L'Ostfriesland trasportava 3.200 t di carbone, che gli consentivano un'autonomia di 5.500 miglia alla velocità di 10 nodi. Dopo il 1915 le caldaie furono modificate per poter bruciare anche nafta; la nave era in grado di trasportare 197 t di nafta, dopo le modifiche. L'equipaggio era formato da 42 ufficiali e 1.071 marinai.
L'Ostfriesland era dotata di una batteria principale composta da dodici cannoni 30,5 cm SK L/50 installati in sei torrette binate, una anteriore, una posteriore e quattro poste in quadrato a centronave. L'armamento secondario era costituito da quattordici cannoni 15 cm SK L/45 ed altrettanti 8,8 cm SK L/45. Dopo il 1914, due delle armi da 8,8 cm furono rimpiazzate con due cannoni pari calibro antiaerei. L'Ostfriesland era anche dotata di sei tubi lanciasiluri da 50 cm, posti unno a prua, uno a poppa della nave e due per ogni bordata. La protezione di murata era spessa 300 mm nella parte centrale della nave ed era costituita da acciaio al cromo della ditta Krupp, lo stesso spessore era installato a protezione delle torrette e delle barbette sottostanti. Il ponte era spesso 63,5 mm.

## Servizio
Dopo l'entrata in servizio l'Ostfriesland condusse le prove in mare, che furono completate il 15 settembre. Il Kapitän zur See (KzS) Walter Engelhardt fu il primo comandante della nave. Il 22 settembre, la nave fu assegnata al I. Geschwader della Hochseeflotte. Iniziò a sostenere delle esercitazioni da sola, seguite da esercitazioni di squadra con il  I. Geschwader che furono seguite da quelle di flotta con l'intera flotta tedesca del Mare del Nord in novembre. L'Ostfriesland divenne l'ammiraglia di squadra il 24 aprile 1912, sostituendo la SMS Westfalen. La crociera estiva annuale di luglio e agosto, che raggiungeva solitamente le coste norvegesi, fu interrotta dalla Crisi di Agadir, e quindi fu condotta nel Mar Baltico. L'Ostfriesland seguì un programma di esercitazioni individuali, di squadra e di flotta per i due anni di pace seguenti. L'Ostfriesland vinse il premio del 1912/1913 Kaiserschiesspreis—il premio del Kaiser per il tiro—per il I. Geschwader. Il Kapitänleutnant Friedrich Beesel era l'ufficiale di tiro sulla nave ricevette il premio.
La crociera estiva annuale in Norvegia iniziò ll 10 luglio 1914. Durante l'ultima, in tempo di pace, crociera della flotta, vennero condotte delle manovre nello Skagerrak prima di dirigersi verso i fiordi norvegesi il 25 luglio. Il giorno dopo la flotta tornò in Germania a causa dell'ultimatum alla Serbia. Il 27, l'intera flotta si riunì al largo di Skudenes prima di tornare nei porti, dove rimase in stato di mobilitazione. La guerra tra l'Austria-Ungheria e la Serbia iniziò il 28, e, nel giro di una settimana, le principali potenze europee erano in guerra. Il 29 luglio l'Ostfriesland ed il resto del I.Geschwader erano di ritorno a Wilhelmshaven.

### Prima guerra mondiale
Il primo grande scontro navale nel Mare del nord, la Battaglia di Helgoland, si svolse il 28 agosto 1914. Alle 16:30, l'Helgoland, che era posta di guardia al largo dell'isola di Wangerooge, ricevette l'ordine di congiungersi con l'Ostfriesland ed uscire in mare aperto. Alle 17:00, le due navi da battaglia incrociarono i due incrociatori gravemente danneggiati, il SMS Frauenlob ed il SMS Stettin. Per le 19:30, le navi tornarono in porto per la notte. Il pomeriggio del 7 settembre, si unì al resto della Hochseeflotte per condurre un'esercitazione al largo dell'isola di Heligoland. In ottobre fu dotata di una coppia di cannoni antiaerei 8,8 cm flak.

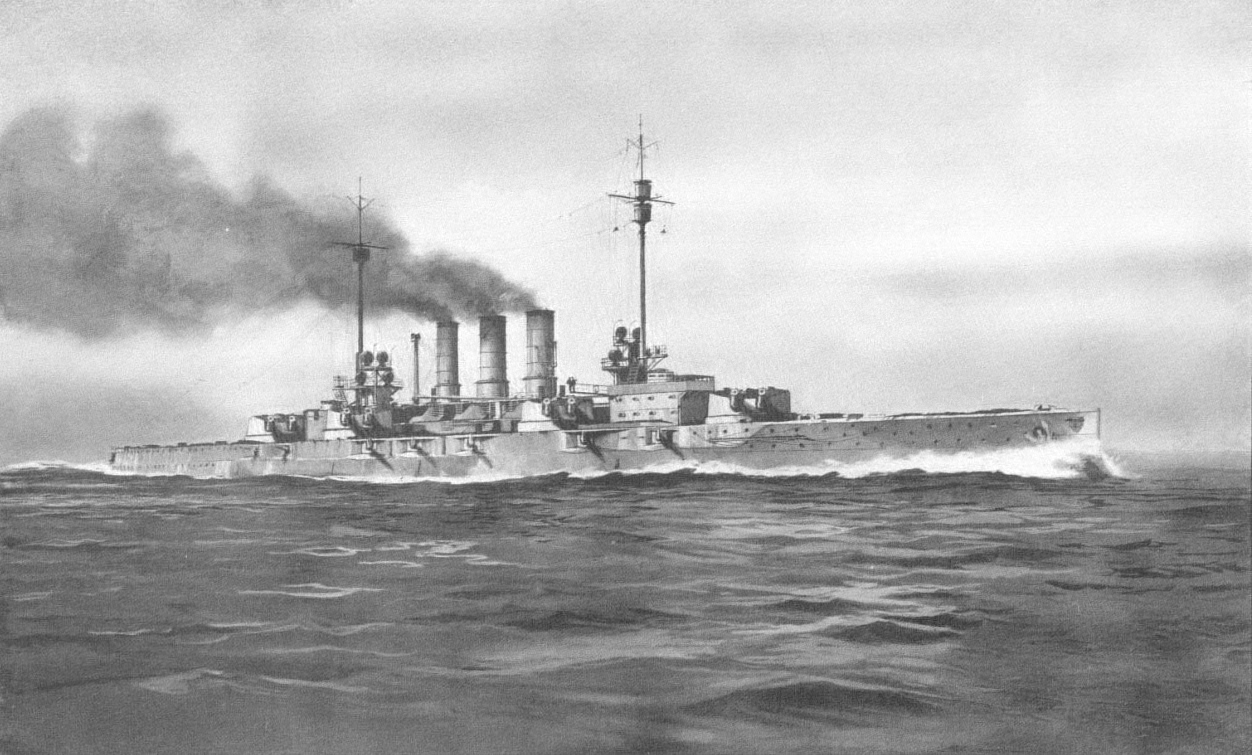
Una raffigurazione della classe Helgoland

L'Ostfriesland partecipò alla prima sortita della Hochseeflotte nel Mare del Nord che fu organizzata per il 2–3 novembre 1914, senza, però, incontrare forze britanniche. Una seconda fu effettuata il 15–16 dicembre questa fu la prima di una serie di azioni programmate dall'ammiraglio Friedrich von Ingenohl, comandante della Hochseeflotte, in base ad una strategia che, utilizzando gli incrociatori da battaglia del I. Aufklärungsgruppe (I gruppo da ricognizione) agli ordini del contrammiraglio Franz von Hipper per bombardare le coste inglesi, voleva attirare parti della Grand Fleet per annientarle con la forza dell'intera flotta tedesca. All'alba del 15 dicembre la flotta tedesca lasciò il porto per bombardare i porti di Scarborough, Hartlepool e Whitby. la flotta da battaglia tedesca composta da dodici dreadnought—tra cui la l'Ostfriesland e le sue tre pari classe—ed otto pre-dreadnought arrivarono a sole 10 miglia da una squadra isolata di sei navi da battaglia britanniche. I combattimenti notturni fra le squadre di cacciatorpediniere avversari in ricognizione persuasero von Ingenohl di aver di fronte l'intera Grand Fleet. Per ordini diretti del Kaiser Guglielmo II di Germania, von Ingenohl non doveva rischiare l'integrità della flotta, quindi decise di disimpegnarsi e tornare verso i porti tedeschi.
Nella successiva battaglia di Dogger Bank, il 24 gennaio 1915, dove la squadra di incrociatori da battaglia di Beatty (1st Battlecruiser Squadron) insieme a quella del contrammiraglio Archibald Moore (2nd Battlecruiser Squadron) tesero un agguato al I. Aufklärungsgruppe (I gruppo da ricognizione) di Hipper l'Ostfriesland ed il resto del I. Geschwader furono inviati in soccorso degli incrociatori da battaglia tedeschi in difficoltà; il I. Geschwader lasciò il porto alle 12:33 CET, insieme alle pre-dreadnought del II. Geschwader. Non arrivarono in tempo e non riuscirono ad intercettare le forze britanniche. Per le 19:05, la flotta era di nuovo a Wilhelmshaven. Nel frattempo, l'incrociatore corazzato SMS Blücher era stato distrutto ed affondato dal tiro congiunto delle navi britanniche, mentre l'incrociatore da battaglia SMS Seydlitz era stato gravemente danneggiato dall'incendio della santabarbara di una delle torrette. A seguito di queste perdite, Il Guglielmo II di Germania rimosse, il 2 febbraio, von Ingenohl e mise a capo della flotta l'ammiraglio Hugo von Pohl.
Le otto navi del I. Geschwader furono inviate nel Mar Baltico il 22 febbraio 1915 per una missione di addestramento, che si protrasse fino al 13 marzo. Tornate nel Mare del Nord, le navi parteciparono ad una serie di infruttuose sortite, il 29–30 marzo, il 17–18 aprile, il 21–22 aprile, il 17–18 maggio ed il 29–30 maggio. l'Ostfriesland ed il resto della flotta rimasero quasi completamente ferme fino al 4 agosto, quando il I. Geschwader tornò nel Baltico per un'altra missione di addestramento. Nel mese di agosto, il KzS Ernst-Oldwig von Natzmer sostituì Engelhardt al comando della nave. Da qui, la squadra fu inviata a far parte alla task force inviata per appoggiare le operazioni tedesche nel Golfo di Riga dell'agosto 1915. La flotta, sotto il comando del vice-ammiraglio Hipper, era composta da le quattro navi da battaglia della classe Helgoland, le quattro navi da battaglia della classe Nassau, e i tre incrociatori da battaglia Moltke, Von der Tann, e Seydlitz, oltre al naviglio minore di scorta. Gli obiettivi erano la distruzione delle forze navali russe dell'area, inclusa la corazzata Slava e, con il posamine Deutschland, bloccare l'entrata dello stretto di Irben (accesso meridionale al Golfo di Riga) con un campo di mine. Ostfriesland e la maggior parte delle grandi navi da battaglia, rimasero fuori dal golfo di Riga per tutta la durata delle operazioni. Le due navi da battaglia SMS Nassau e SMS Posen furono inviate, il 16 agosto, per cercare di affondare la Slava, ma, senza successo. Dopo tre giorni, i campi di mine russi erano stati bonificati, ed il 19 agosto la flotta tedesca entrò nel golfo, ma essendo stata comunicata l'attività dei sottomarini alleati nel Golfo, la flotta si ritirò il giorno seguente. Per il 26 agosto, il I. Geschwader fece ritorno nella base di Wilhelmshaven.
Il 23–24 ottobre, la Hochseeflotte eseguì l'ultima sortita al comando di von Pohl, che si concluse senza aver incontrato la flotta britannica. Nel gennaio 1916 una grave malattia aveva debilitato von Pohl fino a renderlo inabile al servizio, conseguentemente fu sostituito dal viceammiraglio Reinhard Scheer. Scheer propugnò una condotta più aggressiva per forzare il confronto con la Grand Fleet; ottenne l'approvazione del Kaiser in febbraio. La prima sortita condotta da Scheer fu una sortita nel Mare del Nord il 5–7 marzo, seguita da altre due il 21–22 marzo ed il 25–26 marzo. Nella missione successiva, l'Ostfriesland fu assegnata alla flotta di supporto per l'azione di bombardamento del 24 aprile 1916, condotta dalla squadra di incrociatori da battaglia tedeschi. Gli incrociatori da battaglia lasciarono l'estuario del Jade alle 10:55 del 24 aprile, mentre il resto della Hochseeflotte seguì alle 13:40. l'incrociatore da battaglia SMS Seydlitz urtò una mina nella fase di avvicinamento alla costa inglese e dovette ritirarsi. Gli altri incrociatori da battaglia bombardarono il porto di Lowestoft senza incontrare resistenza, ma, mentre si avvicinavano a Yarmouth, incontrarono gli incrociatori britannici della Harwich Force, ne seguì un breve scambio di artiglieria prima della ritirata delle forze britanniche. Le segnalazioni della presenza di sommergibili britannici nell'area, consigliò alla squadra di incrociatori da battaglia tedeschi di ritirarsi in acque più sicure. L'ammiraglio Scheer, che era stato avvertito dell'uscita in mare della Grand Fleet da Scapa Flow, ordinò alla flotta tedesca di ritirarsi.

### Battaglia dello Jutland

Schema della battaglia dello Jutland

Ostfriesland partecipò all'azione navale che portò alla battaglia dello Jutland del 31 maggio e primo giugno 1916. L'operazione aveva ancora lo scopo di attrarre una parte della Grand Fleet per annientarla in battaglia prima dell'intervento del grosso della flotta. Nella battaglia, l'Ostfriesland era la prima nave della I. Division del  I. Geschwader e la nona nave della linea, dietro all'ammiraglia della flotta, la SMS Friedrich der Grosse e davanti alla sua pari classe, la Thüringen. Il  I. Geschwader costituiva il centro della linea, dietro alle otto navi della classe König e della classe Kaiser del  III. Geschwader. Le sei pre-dreadnought della III. e IV. Division, II. Geschwader, formavano la retroguardia della formazione. L'Ostfriesland inalberava la bandiera del Vizeadmiral (viceammiraglio) Erhardt Schmidt, il comandante di squadra durante la battaglia e il vice comandante dell'ammiraglio Scheer.
Poco prima delle ore 16:00 CET, gli incrociatori da battaglia del I. Aufklärungsgruppe incontrarono le navi omologhe del 1st Battlecruiser Squadron, al comando di David Beatty. Iniziò un duello di artiglierie che portò alla distruzione dell'Indefatigable, poco dopo le 17:00, e del Queen Mary, meno di mezz'ora dopo. A questo punto, gli incrociatori da battaglia tedeschi facevano rotta verso Sud per attirare le navi britanniche verso il grosso della Hochseeflotte. Per le 17:30, l'equipaggio della König, la nave da battaglia tedesca in avanguardia, avvistò sia il I. Aufklärungsgruppe sia il 1st Battlecruiser Squadron in avvicinamento. Gli incrociatori da battaglia tedeschi dirigevano a dritta mentre le navi britanniche erano sul lato di sinistra. Alle 17:45, Scheer ordinò una virata di due quarte a dritta per avvicinare le sue navi agli incrociatori britannici, e un minuto dopo, alle 17:46, fu dato l'ordine di aprire il fuoco.
Mentre le navi da battaglia dell'avanguardia aprivano il fuoco contro gli incrociatori da battaglia britannici, la Thüringen ed altre dieci navi, erano troppo distanti e presero di mira il 2nd Light Cruiser (2º squadra incrociatori leggeri). L'Ostfriesland, la SMS Kaiser e la SMS Nassau mirarono all'incrociatore HMS Southampton, ma solo la Nassau mise un colpo a segno. Dopo circa 15 minuti, l'Ostfriesland ridistribuì il fuoco contro il HMS Birmingham ed il HMS Nottingham, pur senza ancora colpire i bersagli. Appena dopo le 19:15, la nave da battaglia britannica HMS Warspite (03) entro nel raggio d'azione delle navi tedesche; l'Ostfriesland aprì il fuoco alle 19:25 con le sue batterie principali ad una distanza compresa fra 9.900 e 13.700 m. L'Ostfriesland rivendicò di aver messo a segno dei proietti con la terza e quarta salva. La Warspite fu colpita da tredici proietti di grosso calibro durante questo scontro.
Per le 20:15, la linea tedesca aveva affrontato l'intera flotta britannica per la seconda volta. Scheer ordinò una virata di 180° alle 20:17, che fu coperta dalla carica degli incrociatori da battaglia e dall'assalto delle torpediniere tedesche. Per velocizzare la manovra, Schmidt ordinò all'Ostfriesland di virare immediatamente, senza aspettare la Thüringen dietro di lei. Questa manovra causò alcune difficoltà alle navi del III Geschwader, ma le navi riuscirono in fretta a riportarsi in linea. Per le 23:30, la Hochseeflotte aveva assunto la formazione di crociera notturna. L'Ostfriesland era l'ottava nave, in una linea di ventiquattro. Un'ora dopo, la linea tedesca incontrò una parte delle unità leggere della flotta britannica, ne seguì un violento scontro. Attorno alle 01:10, l'incrociatore corazzato Black Prince incappò nella linea tedesca. La Thüringen illuminò l'incrociatore con i suoi riflettori e lo investì con i suoi cannoni da 305 mm. L'Ostfriesland utilizzò le sue batterie da 150 mm e la Kaiser utilizzò sia le batterie principali che le secondarie. In meno di un minuto, due grandi esplosioni distrussero la nave e uccisero tutti gli 857 uomini di equipaggio.
Nonostante la durezza degli scontri notturni, la Hochseeflotte forzò gli schieramenti delle forze leggere britanniche e raggiunse il faro di Horns Rev alle 04:00 del 1º giugno. Ma alle 06:20, l'Ostfriesland urtò, sul lato di dritta, una mina, posata dal cacciatorpediniere HMS Abdiel (1915) il 4 maggio,. La nave uscì dalla linea, per compiere manovre evasive, dato che all'inizio si pensò che fosse stata l'esplosione di un siluro lanciato da un sommergibile. Così rimase indietro, rispetto al resto della flotta, e proseguì a bassa velocità scortata dai caccia SMS V3, SMS V5, e brevemente anche dal SMS G11. Per le 10:40, era riuscita ad aumentare la velocità fino a 15 nodi. Alla sua scorta si aggiunse un idrovolante, che segnalò la presenza di un sommergibile alle 12:20. L'Ostfriesland virò bruscamente, la manovra provocò l'apertura di una grande falla nella controcarena antisiluro leggermente danneggiata dalla mina. La nave imbarcò altra acqua che provocò uno sbandamento di 4,75 gradi a destra, costringendola a ridurre di nuovo la velocità. Alle 14:20 il comandante richiese l'intervento di una nave ausiliaria per pompare l'acqua imbarcata, ma per le 14:45 l'allagamento fu messo sotto controllo dall'equipaggio e la nave raggiunse il faro all'imboccatura dell'estuario dello Jade. Fu, così, in grado di aumentare la velocità, gradualmente fino a 10 nodi, ed alle 18:15 raggiunse il porto di Wilhelmshaven. La mina aveva aperto una falla grande 12,2 m × 4,9 m facendo penetrare 500 t d'acqua nello scafo. L'allagamento peggiorò considerevolmente dopo il cedimento della controcarena, avvenuto alle 12:20, ma non è stato ritrovato un rapporto dettagliato dei danni. L'Ostfriesland fu posta in bacino di carenaggio a Wilhelmshaven fino al 26 luglio. Durante la battaglia, l'Ostfriesland utilizzò 111 proietti delle batterie principali, 101 di quelle secondarie, ed un solo colpo da 88 mm. I soli danni ricevuti furono quelli dovuti all'esplosione della mina la mattina del primo giugno che uccise un membro dell'equipaggio e ne ferì dieci.

#### Operazioni successive
Il 18 agosto 1916, l'ammiraglio Scheer cercò di organizzare un'altra sortita come quella del 31 maggio. Il I.Aufklärungsgruppe avrebbe dovuto bombardare la città costiera inglese di Sunderland, nel tentativo di attirare e distruggere la squadra degli incrociatori da battaglia di David Beatty. Dato che il SMS Von der Tann ed il SMS Moltke erano i soli incrociatori da battaglia in condizioni operative, la nuova nave da battaglia, SMS Bayern, la Markgraf e la Grosser Kurfürst, furono temporaneamente distaccate al I. Aufklärungsgruppe per la missione. L'ammiraglio Scheer con il resto della Hochseeflotte, tra cui la Ostfriesland, avrebbe seguito in copertura. La Royal Navy venne a conoscenza della sortita e fece salpare la Grand fleet per intercettare le navi tedesche. Alle 14:35, Scheer fu avvisato dell'avvicinarsi delle navi britanniche, e non volendo affrontare di nuovo l'intera flotta britannica appena 11 settimane dopo la battaglia dello Jutland, si ritirò verso i porti tedeschi.
Il 25–26 settembre, l'Ostfriesland con la sua squadra (I. Geschwader) uscì in mare a copertura di una sortita guidata dal comandante della seconda flotta di torpediniere (II Führer der Torpedoboote) verso le secche di Terschelling. La Ostfriesland fu, poi, presente nella sortita del 18-20 ottobre verso il Sunderland, che si concluse senza incontri.
Per la maggior parte del 1917, l'Ostfriesland fu assegnata all'attività di pattugliamento e sorveglianza del Golfo di Germania. Durante l'Operazione Albion, l'assalto anfibio alle isole russe del Golfo di Riga, l'Ostfriesland e le tre sue pari classe furono inviate negli Stretti danesi per interdire un eventuale intervento britannico. Il 28 ottobre le quattro navi raggiunsero la baia di Puck, e da qui di diressero verso Arensburg il 29 di ottobre. Il 2 novembre l'operazione si concluse e l'Ostfriesland e le altre navi della squadra iniziarono il viaggio di ritorno verso il Mare del Nord. nel marzo 1918, il comandante Natzmer fu sostituito dal KzS Hans Herr. Un'ultima sortita della flotta fu condotta da Sheer il 23–24 aprile 1918, senza risultati. l'Ostfriesland, Thüringen, e la Nassau furono riunite in una forza speciale per l'operazione Schlußstein, un piano che prevedeva l'occupazione della città di San Pietroburgo. le tre navi raggiunsero il Baltico per il 10 agosto, ma l'operazione fu rinviata ed in seguito, cancellata. L'unità speciale fu sciolta il 21 agosto e le navi tornarono a Wilhelmshaven per il 23.

### Destino finale

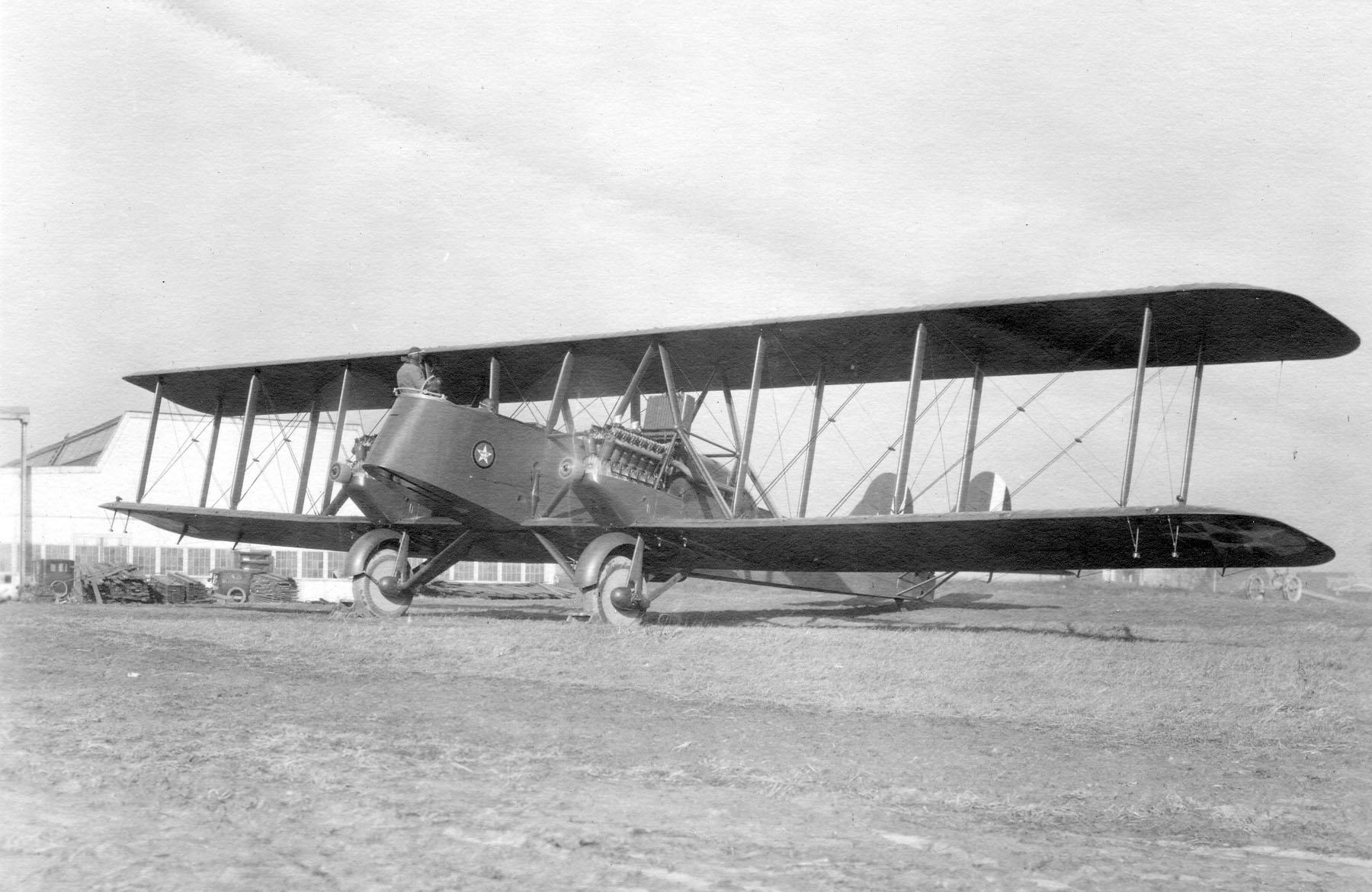
Il bombardiere statunitense Martin NBS-1 che affondò l'Ostfriesland.

L'Ostfriesland e le tre pari classe, avrebbero dovuto partecipare all'ultima azione della Hochseeflotte. Dalla base di Wilhelmshaven, la flotta tedesca, si sarebbe diretta in forze contro le coste inglesi per affrontare la Grand Fleet; Scheer—ora il Großadmiral della flotta—si proponeva di infliggere il massimo dei danni alla flotta britannica, per ottenere migliori condizioni di resa, sacrificando la flotta tedesca. Ma, mentre la flotta si riuniva a Wilhelmshaven, i marinai, stanchi della guerra, iniziarono a disertare in massa. Il 24 ottobre 1918, fu dato l'ordine di salpare da Wilhelmshaven. Dalla notte del 29 ottobre, i marinai della Thüringen e di altre numerose navi si ammutinarono. L'ordine di partenza fu ritirato di fronte alla rivolta. Informato dei fatti, il Kaiser commentò "Non ho più una marina". Il 16 dicembre, l'Ostfriesland fu tolta dal servizio attivo e utilizzata come nave-caserma.

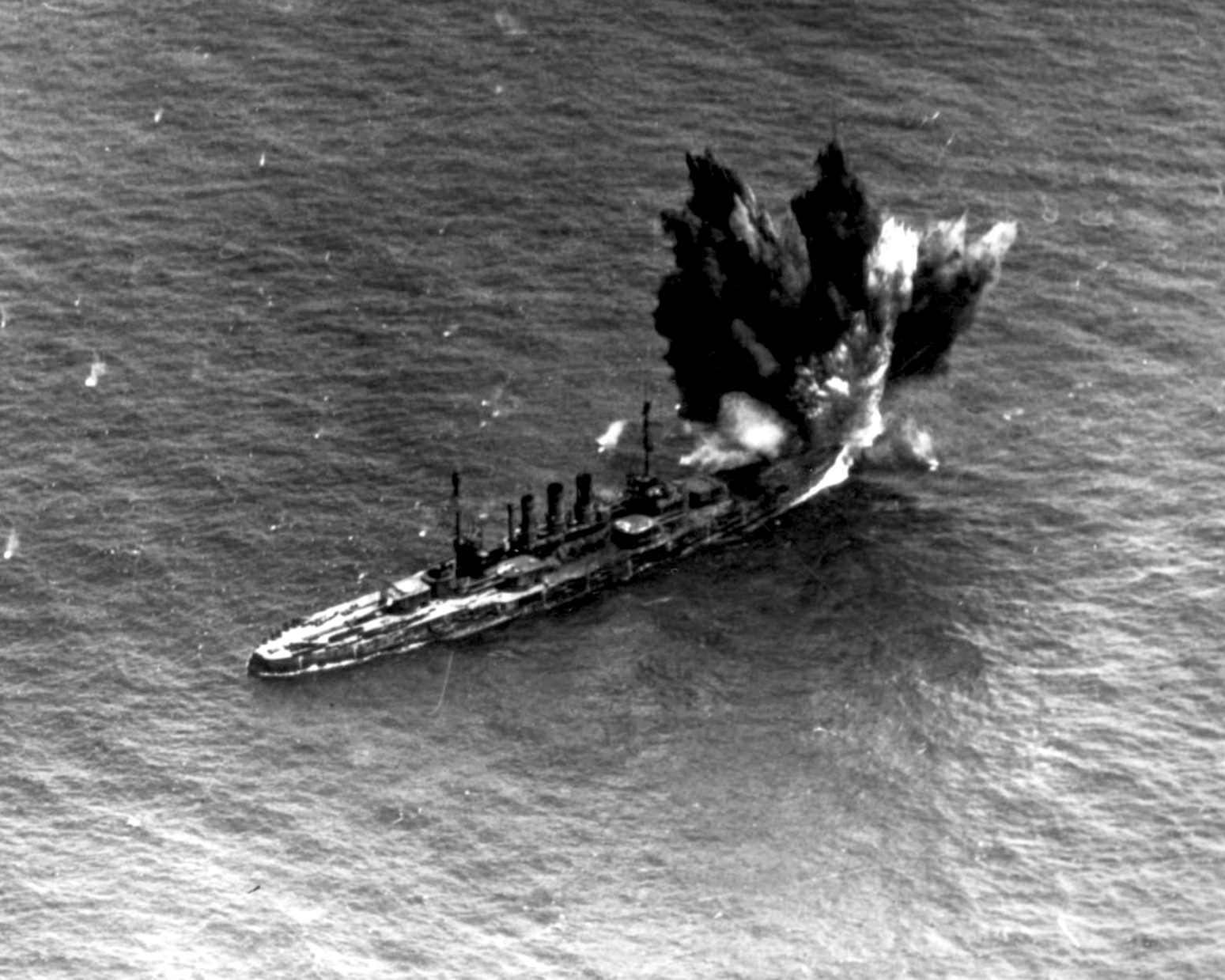
Una bomba esplode sul lato di sinistra dell'Ostfriesland, Capo Hatteras, 1921.

In seguito alla resa della Germania nel novembre 1918, la maggior parte delle navi appartenenti alla Hochseeflotte, sotto il comando del contrammiraglio Ludwig von Reuter, furono condotte presso la base navale britannica di Scapa Flow. La mattina del 21 giugno, la flotta britannica lasciò Scapa Flow per condurre delle esercitazioni in mare, e alle 11:20 Reuter trasmise l'ordine alle sue navi di autoaffondarsi. 
Il KzS Karl Windmüller fu l'ultimo comandante dell'Ostfriesland, fino alla sua radiazione il 5 novembre 1919. Fu successivamente ceduta agli Alleati sotto il nome di "H". La nave rimase in Germania fino al 7 aprile 1920, quando un equipaggio tedesco la trasportò a Rosyth. Fu ceduta agli Stati Uniti come indennità di guerra, ed il 9 aprile giunse un equipaggio statunitense per portarla in patria.
Nel luglio 1921, l'Army Air Service e la US Navy condussero una serie di bombardamenti sperimentali a Capo Hatteras, coordinati dal generale Billy Mitchell. I bersagli del 20 luglio erano delle navi statunitensi radiate e navi tedesche, tra cui la nave da battaglia USS Iowa (BB-4), l'incrociatore SMS Frankfurt, ed appunto, l'Ostfriesland. Alle 13:30 ET, la prima ondata di aerei, armati con bombe da 100 kg, colpì le navi alla fonda. Otto bombe su trentatré trovarono i bersagli, dopodiché le navi vennero ispezionate senza rilevare danni degni di nota. La seconda ondata era equipaggiata egualmente con bombe 100 Kg, mentre la terza e la quarta trasportavano bombe da 270 kg, cinque di queste ultime centrarono i bersagli ma senza infliggere gravi danni alle sovrastrutture della navi. Ma le bombe che mancarono di poco le navi, esplodendo nell'acqua, causarono rilevanti danni agli scafi che permisero all'acqua di entrare e fecero sbandare l'Ostfriesland di cinque gradi a sinistra e tre verso poppa. Gli attacchi furono sospesi per l'arrivo di una tempesta nel tardo pomeriggio.

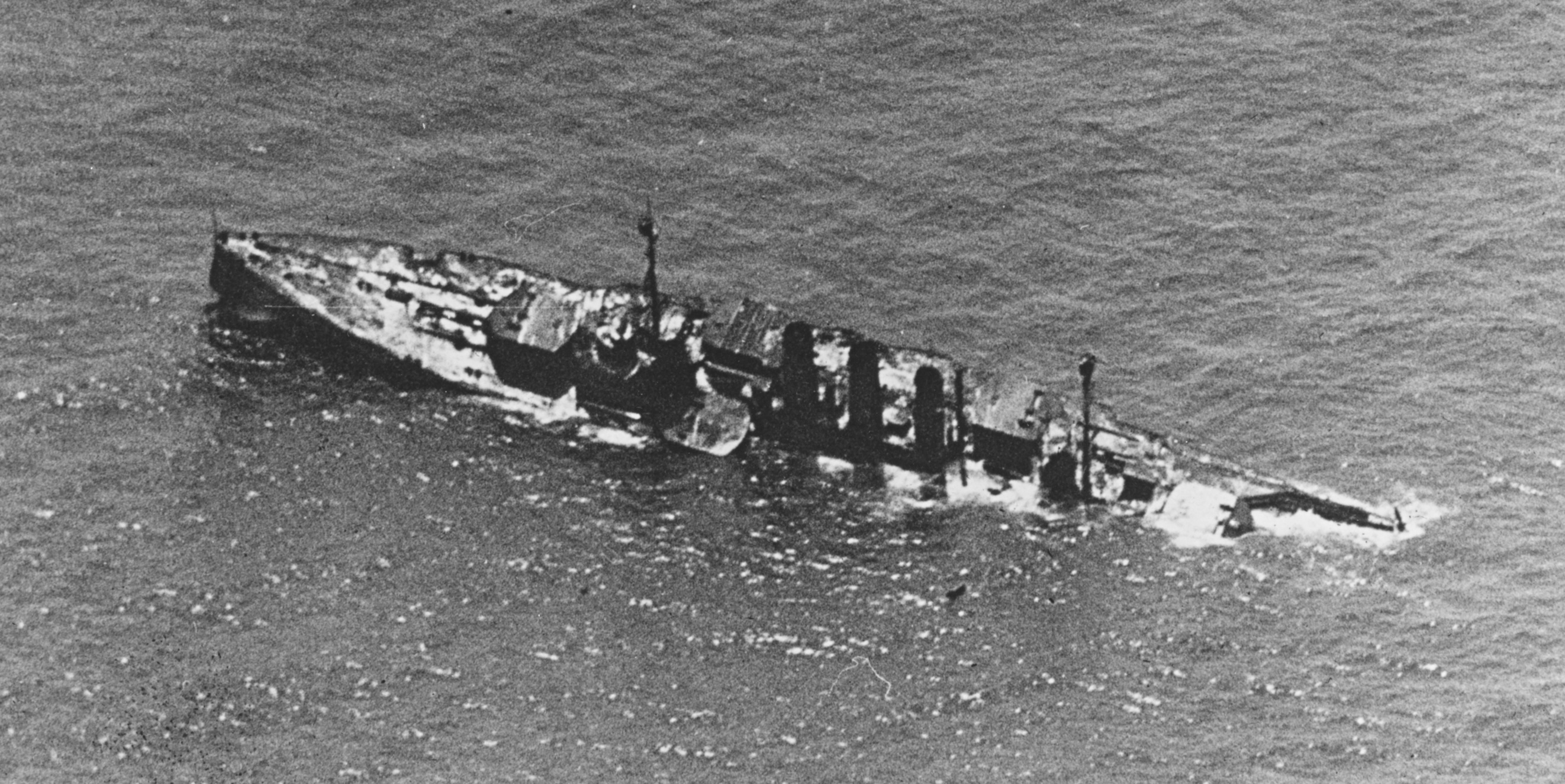
L'Ostfriesland affonda di poppa

La mattina presto del 21 luglio, la quinta ondata di bombardieri iniziò il suo attacco. Alle 08:52, il primo bombardiere dell'esercito sganciò una bomba da 450 kg che colpì la nave; quattro altri bombardieri seguirono e fecero altri due centri. Gli ispettori salirono di nuovo sull'Ostfriesland dopo il quinto attacco e notarono che non si erano prodotti gravi danni tranne una grossa falla sulla fiancata destra che provocava notevoli allagamenti. Per mezzogiorno, aveva perso 1,5 m al galleggiamento a poppa e 0.3 m a prua. Per le 12:19, giunse la sesta ondata, dotata di bombe da 910 kg. Furono lanciate sei bombe, nessuna centrò il bersaglio, ma tre esplosero in acqua vicino allo scafo. Alle 12:30, l'Ostfriesland iniziò ad affondare da poppa rapidamente e ad inclinarsi a sinistra. Alle 12:40, la nave si rovesciò ed affondò. I risultato del test fu ampiamente pubblicizzato e Mitchell acquisì una grande popolarità.
I comandi della US Navy, tuttavia, erano infuriati da come erano stati condotti i test da parte di Mitchell; le bombe da 910 Kg non erano state approvate dalla Marina che aveva stabilito le regole per l'esperimento. Il rapporto congiunto Marina-Esercito pubblicato un mese dopo e firmato dal generale John Pershing, affermava che "la nave da battaglia è ancora la spina dorsale della flotta." Mitchell scrisse il proprio rapporto, che fu poi passato alla stampa. Il rapporto di Mitchell fu ampiamente approvato dalla stampa, ma l'atteggiamento spregiudicato e aggressivo di Mitchell gli causò il deferimento alla corte marziale che portò alle sue dimissioni dall'esercito.

### Riferimenti
1. 1 2 3 4  Gröner, p. 24.
2. ↑  Staff (Volume 1), p. 42.
3. 1 2 3 4 5  Hildebrand, Röhr & Steinmetz, p. 200.
4. 1 2 3  Gröner, p. 25.
5. ↑  Gardiner & Gray, p. 146.
6. 1 2 3 4 5 6 7 8 9 10 11 12  Staff (Volume 1), p. 43.
7. ↑  Staff (Volume 1), p. 8.
8. ↑  Hildebrand, Röhr & Steinmetz, p. 201.
9. ↑  Staff (Volume 1), p. 11.
10. ↑  Staff (Volume 2), p. 14.
11. ↑  Heyman, p. xix.
12. ↑  Staff (Volume 1), pp. 11, 43.
13. 1 2  Osborne, p. 41.
14. ↑  Stumpf, pp. 40-41.
15. ↑  Stumpf, p. 42.
16. ↑  Stumpf, p. 46.
17. ↑  Herwig, pp. 149-150.
18. ↑  Tarrant, pp. 31-33.
19. ↑  Tarrant, p. 38.
20. ↑  Tarrant, p. 43.
21. ↑  Halpern, p. 196.
22. ↑  Halpern, pp. 197-198.
23. 1 2  Staff (Volume 1), pp. 43-44.
24. ↑  Herwig, p. 161.
25. ↑  Tarrant, p. 50.
26. ↑  Tarrant, p. 53.
27. ↑  Tarrant, p. 54.
28. ↑  Tarrant, p. 286.
29. ↑  Campbell, p. 200.
30. ↑  Tarrant, pp. 94-95.
31. ↑  Tarrant, pp. 100-101.
32. ↑  Tarrant, p. 110.
33. ↑  Campbell, p. 54.
34. ↑  Campbell, p. 99.
35. ↑  Campbell, p. 154.
36. ↑  Campbell, pp. 200-201.
37. ↑  Campbell, p. 275.
38. ↑  Campbell, p. 290.
39. ↑  Tarrant, pp. 246-247.
40. ↑  Smith, p. 21.
41. ↑  Campbell, p. 314.
42. ↑  Campbell, p. 320.
43. ↑  Campbell, pp. 334-335.
44. ↑  Campbell, p. 336.
45. ↑  Tarrant, p. 292.
46. ↑  Tarrant, pp. 296, 298.
47. ↑  Staff, p. 30.
48. ↑  Massie, p. 682.
49. ↑  Massie, p. 683.
50. 1 2 3  Staff (Volume 1), p. 44.
51. ↑  Tarrant, pp. 280-281.
52. ↑  Tarrant, pp. 281-282.
53. 1 2  Tarrant, p. 282.
54. ↑  Herwig, p. 252.
55. ↑  Herwig, p. 256.
56. 1 2  Naval Bombing Experiments.
57. ↑  Budiansky, p. 149.
58. ↑  Budiansky, pp. 149-151.